# Monti Caraballo
I monti Caraballo (in spagnolo Monte Caraballo o Sierra de Caraballo) sono una catena montuosa delle Filippine. Si trovano nella parte centro-settentrionale di Luzon e comprendono parte delle province di Nueva Vizcaya e Quirino. Essi costituiscono il nodo orografico centrale dell'isola e raggiungono un'altezza di circa 1680 metri sul livello del mare.
I monti Caraballo formano lo spartiacque tra i bacini dei fiumi Cagayan e Pampanga, i cui principali rami sorgentizi si trovano proprio su queste montagne. Nella parte meridionale della catena montuosa vi è uno dei più grandi bacini artificiali delle Filippine, quello della diga di Pantabangan. I monti Caraballo sono per lo più ricoperti da foreste molto fitte e sono scarsamente popolati.
La parte nord-occidentale della catena montuosa è attraversata dall'autostrada panfilippina, ma la zona è molto remota. All'interno del parco nazionale di Bangan Hill, nella parte settentrionale di queste montagne, si effettua ogni anno un pellegrinaggio della Croce.